# 博恩海姆 (南魏恩施特拉瑟县)
博恩海姆（德語：Bornheim，發音：[ˈbɔʁnhaɪm] ⓘ）是德国莱茵兰-普法尔茨州南魏恩施特拉瑟县的市镇，面积3.55平方千米，2023年12月31日人口为1,507人。